# Scottish FA Cup 2021/22
Der Scottish FA Cup wurde 2021/22 zum 137. Mal ausgespielt. Der wichtigste schottische Fußball-Pokalwettbewerb, der offiziell als 2021/22 Scottish Cup ausgetragen und vom Schottischen Fußballverband geleitet wurde, begann am 28. August 2021 und endete mit dem Finale am 21. Mai 2022 im Hampden Park in Glasgow. Als Titelverteidiger startete der FC St. Johnstone in den Wettbewerb. Der schottische Verband änderte das Format für den schottischen Pokal 2021/22 mit überarbeiteten Wettbewerbsregeln, wobei alle Vereine aus der Highland und Lowland League in derselben Runde starten. Die Wiederholungsspiele, die in der letzten Saison aufgrund der anhaltenden COVID-19-Pandemie gestrichen worden waren, werden wieder ausgetragen. Endet ein Wiederholungsspiel unentschieden, geht das Spiel direkt ins Elfmeterschießen.
Im diesjährigen Endspiel um den schottischen Pokal standen sich die beiden Erstligisten Glasgow Rangers und Heart of Midlothian gegenüber. Die „Rangers“ aus Glasgow erreichten das Endspiel zum 53. Mal seit 1877. Davon gewannen sie 33, zuletzt im Jahr 2009. Die „Hearts“ kamen zum 17. Mal in das Pokalfinale seit 1891, in der sie eine ausgeglichene Statistik von jeweils acht Siegen und acht Niederlagen in den Endspielen vorweisen konnten.
Da sich die „Rangers“ bereits in der Liga für die Champions League qualifiziert hatten, waren die „Hearts“ automatisch für die nachfolgende Europa-League-Saison qualifiziert. Die Rangers gewannen den Pokal zum 34. Mal mit einem 2:0-Sieg nach Verlängerung.

## Termine
Die Spielrunden werden vom 28. August 2021 bis zum 21. Mai 2022 ausgetragen.
| Runde         | Datum                  | Spiele | Vereine   | Neueinstiege |
| ------------- | ---------------------- | ------ | --------- | ------------ |
| Vorrunde      | 28. August 2021        | 11     | 113 → 102 | 37           |
| 1. Hauptrunde | 17.–20. September 2021 | 30     | 102 → 72  | 34           |
| 2. Hauptrunde | 23./25. Oktober 2021   | 20     | 72 → 52   | 10           |
| 3. Hauptrunde | 27. November 2021      | 20     | 52 → 32   | 20           |
| 4. Hauptrunde | 20.–22. Januar 2022    | 16     | 32 → 16   | 12           |
| Achtelfinale  | 12.–14. Februar 2022   | 8      | 16 → 8    | keine        |
| Viertelfinale | 12.–14. März 2022      | 4      | 8 → 4     | keine        |
| Halbfinale    | 16./17. April 2022     | 2      | 4 → 2     | keine        |
| Finale        | 21. Mai 2022           | 1      | 2 → 1     | keine        |

## Vorrunde
Die Vorrunde wurde am 12. August 2021 von Pedro Losa ausgelost. Es wurden 11 Paarungen gelost, 15 Mannschaften erhielten ein Freilos. Ausgetragen wurden die Begegnungen am 28. August 2021.
| Datum                      |                                  | Ergebnis |                                      |
| -------------------------- | -------------------------------- | -------- | ------------------------------------ |
| 28. August 2021, 15:00 BST | Blackburn United (VI)            | 2:1      | Easthouses Lily Miners Welfare (VII) |
| 28. August 2021, 15:00 BST | Burntisland Shipyard (VII)       | 1:1      | Dalkeith Thistle (VII)               |
| 28. August 2021, 15:00 BST | Dunbar United (VI)               | 3:1      | Broxburn Athletic (VI)               |
| 28. August 2021, 15:00 BST | Dundonald Bluebell (VI)          | 1:3      | Penicuik Athletic (VI)               |
| 28. August 2021, 15:00 BST | Hawick Royal Albert United (VII) | 0:2      | Golspie Sutherland (VI)              |
| 28. August 2021, 15:00 BST | Irvine Meadow (VI)               | 2:1      | Musselburgh Athletic (VI)            |
| 28. August 2021, 15:00 BST | Jeanfield Swifts (VI)            | 4:1      | Whitehill Welfare (VI)               |
| 28. August 2021, 15:00 BST | Linlithgow Rose (VI)             | 1:2      | Banks O’ Dee (VI)                    |
| 28. August 2021, 15:00 BST | FC Newton Stewart (VI)           | 1:3      | FC Coldstream (VII)                  |
| 28. August 2021, 15:00 BST | Preston Athletic (VII)           | 2:0      | Threave Rovers (VI)                  |
| 28. August 2021, 15:00 BST | FC Tynecastle (VI)               | 4:2      | FC Girvan (VI)                       |

Freilos: Auchinleck Talbot, Camelon Juniors, FC Clydebank, Cumnock Juniors, FC Darvel, FC Dunipace, Glasgow University, Haddington Athletic, Hill of Beath Hawthorn, Lothian Thistle Hutchison Vale, Newtongrange Star, Sauchie Juniors, St. Cuthbert Wanderers, Tranent Juniors, FC Wigtown & Bladnoch
Wiederholungsspiel
| Datum                        |                        | Ergebnis        |                            |
| ---------------------------- | ---------------------- | --------------- | -------------------------- |
| 4. September 2021, 15:00 BST | Dalkeith Thistle (VII) | 3:3 (6:5 i. E.) | Burntisland Shipyard (VII) |

## Erste Hauptrunde
Die 1. Hauptrunde wurde am 29. August 2021 von Gregor Townsend ausgelost und vom 17. bis zum 20. September 2021 ausgespielt.
| Datum                         |                                     | Ergebnis |                             |
| ----------------------------- | ----------------------------------- | -------- | --------------------------- |
| 17. September 2021, 19:45 BST | FC East Stirlingshire (V)           | 3:0      | FC Fort William (V)         |
| 17. September 2021, 20:00 BST | Cumbernauld Colts (V)               | 1:1      | Buckie Thistle (V)          |
| 18. September 2021, 14:30 BST | Penicuik Athletic (VI)              | 1:3      | Tranent Juniors (VI)        |
| 18. September 2021, 15:00 BST | Banks O’ Dee (VI)                   | 1:0      | Turriff United (V)          |
| 18. September 2021, 15:00 BST | Blackburn United (VI)               | 1:2      | FC Rothes (V)               |
| 18. September 2021, 15:00 BST | Brechin City (V)                    | 5:0      | FC Vale of Leithen (V)      |
| 18. September 2021, 15:00 BST | FC Broomhill (V)                    | 6:0      | Glasgow University (VII)    |
| 18. September 2021, 15:00 BST | Caledonian Braves (V)               | 0:1      | University of Stirling (V)  |
| 18. September 2021, 15:00 BST | Clachnacuddin FC (V)                | 1:2      | FC Dunipace (VII)           |
| 18. September 2021, 15:00 BST | FC Clydebank (VI)                   | 7:0      | Dalkeith Thistle (VII)      |
| 18. September 2021, 15:00 BST | FC Coldstream (VII)                 | 01:10    | FC East Kilbride (V)        |
| 18. September 2021, 15:00 BST | FC Deveronvale (V)                  | 2:2      | Haddington Athletic (VII)   |
| 18. September 2021, 15:00 BST | Dunbar United (VI)                  | 2:0      | Camelon Juniors (VI)        |
| 18. September 2021, 15:00 BST | Formartine United (V)               | 2:2      | Cumnock Juniors (VI)        |
| 18. September 2021, 15:00 BST | Forres Mechanics (V)                | 0:2      | Bonnyrigg Rose Athletic (V) |
| 18. September 2021, 15:00 BST | FC Fraserburgh (V)                  | 1:2      | Sauchie Juniors (VI)        |
| 18. September 2021, 15:00 BST | Golspie Sutherland (VI)             | 0:3      | Civil Service Strollers (V) |
| 18. September 2021, 15:00 BST | FC Huntly (V)                       | 3:0      | Hill of Beath Hawthorn (VI) |
| 18. September 2021, 15:00 BST | Inverurie Loco Works (V)            | 0:3      | Jeanfield Swifts (VI)       |
| 18. September 2021, 15:00 BST | Irvine Meadow (VI)                  | 1:3      | Auchinleck Talbot (VI)      |
| 18. September 2021, 15:00 BST | FC Keith (V)                        | 1:2      | FC Darvel (VI)              |
| 18. September 2021, 15:00 BST | FC Lossiemouth (V)                  | 0:3      | Preston Athletic (VII)      |
| 18. September 2021, 15:00 BST | Nairn County (V)                    | 4:0      | Strathspey Thistle (V)      |
| 18. September 2021, 15:00 BST | Newtongrange Star (VI)              | 1:1      | Dalbeattie Star (V)         |
| 18. September 2021, 15:00 BST | FC Spartans (V)                     | 0:1      | Gala Fairydean Rovers (V)   |
| 18. September 2021, 15:00 BST | FC Tynecastle (VI)                  | 0:6      | Brora Rangers (V)           |
| 18. September 2021, 15:00 BST | Wick Academy (V)                    | 2:2      | Bo’ness United (V)          |
| 18. September 2021, 15:00 BST | FC Wigtown & Bladnoch (VI)          | 0:8      | St. Cuthbert Wanderers (VI) |
| 19. September 2021, 15:00 BST | Lothian Thistle Hutchison Vale (VI) | 2:2      | Edinburgh University (V)    |
| 20. September 2021, 19:45 BST | Berwick Rangers (V)                 | 2:1      | Gretna 2008 (V)             |

Wiederholungsspiele
| Datum                           |                           | Ergebnis        |                                     |
| ------------------------------- | ------------------------- | --------------- | ----------------------------------- |
| 25. September 2021, 15:00 BST   | Buckie Thistle (V)        | 4:1             | Cumbernauld Colts (V)               |
| 25. September 2021, 15:00 BST   | Cumnock Juniors (VI)      | 1:5             | Formartine United (V)               |
| 25. September 2021, 15:00 BST   | Dalbeattie Star (V)       | 3:2             | Newtongrange Star (VI)              |
| 25. September 2021, 15:00 BST   | Edinburgh University (V)  | 0:3             | Lothian Thistle Hutchison Vale (VI) |
| 25. September 2021, 15:00 BST   | Haddington Athletic (VII) | 0:0 (5:3 i. E.) | FC Deveronvale (V)                  |
| 28. September 2021, 15:00 BST 1 | Bo’ness United (V)        | 4:1             | Wick Academy (V)                    |

## Zweite Hauptrunde
Die 2. Hauptrunde wurde am 19. September 2021 von Callum Davidson ausgelost. Ausgetragen wurden die Begegnungen am 23. und 25. Oktober 2021. Die Wiederholungsspiele fanden am 30. Oktober 2021 statt.
| Datum                       |                             | Ergebnis |                                     |
| --------------------------- | --------------------------- | -------- | ----------------------------------- |
| 23. Oktober 2021, 15:00 BST | Annan Athletic (IV)         | 3:1      | Jeanfield Swifts (VI)               |
| 23. Oktober 2021, 15:00 BST | Banks O’ Dee (VI)           | 5:0      | Nairn County (V)                    |
| 23. Oktober 2021, 15:00 BST | Berwick Rangers (V)         | 1:2      | Stirling Albion (IV)                |
| 23. Oktober 2021, 15:00 BST | Brechin City (V)            | 2:1      | Haddington Athletic (VII)           |
| 23. Oktober 2021, 15:00 BST | FC Broomhill (V)            | 0:2      | Tranent Juniors (VI)                |
| 23. Oktober 2021, 15:00 BST | Brora Rangers (V)           | 0:0      | Albion Rovers (IV)                  |
| 23. Oktober 2021, 15:00 BST | FC Cowdenbeath (IV)         | 2:4      | Civil Service Strollers (V)         |
| 23. Oktober 2021, 15:00 BST | Dalbeattie Star (V)         | 0:0      | FC Rothes (V)                       |
| 23. Oktober 2021, 15:00 BST | Dunbar United (VI)          | 1:1      | Lothian Thistle Hutchison Vale (VI) |
| 23. Oktober 2021, 15:00 BST | FC East Kilbride (V)        | 4:0      | University of Stirling (V)          |
| 23. Oktober 2021, 15:00 BST | FC East Stirlingshire (V)   | 0:3      | Bonnyrigg Rose Athletic (V)         |
| 23. Oktober 2021, 15:00 BST | Edinburgh City (IV)         | 2:1      | Bo’ness United (V)                  |
| 23. Oktober 2021, 15:00 BST | Formartine United (V)       | 0:2      | Forfar Athletic (IV)                |
| 23. Oktober 2021, 15:00 BST | Kelty Hearts (IV)           | 4:1      | Buckie Thistle (V)                  |
| 23. Oktober 2021, 15:00 BST | Preston Athletic (VII)      | 0:2      | Auchinleck Talbot (VI)              |
| 23. Oktober 2021, 15:00 BST | Sauchie Juniors (VI)        | 2:1      | FC Dunipace (VII)                   |
| 23. Oktober 2021, 15:00 BST | FC Stenhousemuir (IV)       | 4:1      | FC Huntly (V)                       |
| 23. Oktober 2021, 15:00 BST | St. Cuthbert Wanderers (VI) | 1:3      | Gala Fairydean Rovers (V)           |
| 23. Oktober 2021, 15:00 BST | FC Stranraer (IV)           | 0:1      | FC Darvel (VI)                      |
| 25. Oktober 2021, 19:45 BST | FC Clydebank (VI)           | 1:1      | Elgin City (IV)                     |

Wiederholungsspiele
| Datum                       |                                     | Ergebnis |                     |
| --------------------------- | ----------------------------------- | -------- | ------------------- |
| 30. Oktober 2021, 15:00 BST | Albion Rovers (IV)                  | 1:0      | Brora Rangers (V)   |
| 30. Oktober 2021, 15:00 BST | Elgin City (IV)                     | 1:2      | FC Clydebank (VI)   |
| 30. Oktober 2021, 15:00 BST | Lothian Thistle Hutchison Vale (VI) | 2:1      | Dunbar United (VI)  |
| 30. Oktober 2021, 15:00 BST | FC Rothes (V)                       | 0:1      | Dalbeattie Star (V) |

## Dritte Hauptrunde
Die 3. Hauptrunde wurde am 24. Oktober 2021 von Charlie Mulgrew ausgelost und vom 27. bis zum 29. November 2021 ausgetragen.
| Datum                        |                                     | Ergebnis |                             |
| ---------------------------- | ----------------------------------- | -------- | --------------------------- |
| 26. November 2021, 19:45 GMT | Partick Thistle (II)                | 1:0      | Dunfermline Athletic (II)   |
| 27. November 2021, 15:00 GMT | Alloa Athletic (III)                | 5:0      | Bonnyrigg Rose Athletic (V) |
| 27. November 2021, 15:00 GMT | FC Arbroath (II)                    | 3:0      | Forfar Athletic (IV)        |
| 27. November 2021, 15:00 GMT | Auchinleck Talbot (VI)              | 1:0      | Hamilton Academical (II)    |
| 27. November 2021, 15:00 GMT | Ayr United (II)                     | 2:1      | Albion Rovers (IV)          |
| 27. November 2021, 15:00 GMT | Banks O’ Dee (VI)                   | 2:1      | FC East Fife (III)          |
| 27. November 2021, 15:00 GMT | Civil Service Strollers (V)         | 0:3      | FC Peterhead (III)          |
| 27. November 2021, 15:00 GMT | FC Clydebank (VI)                   | 2:0      | FC Clyde (III)              |
| 27. November 2021, 15:00 GMT | Cove Rangers (III)                  | 2:2      | Queen of the South (II)     |
| 27. November 2021, 15:00 GMT | Dalbeattie Star (V)                 | 1:2      | FC East Kilbride (V)        |
| 27. November 2021, 15:00 GMT | FC Dumbarton (III)                  | 3:1      | Sauchie Juniors (VI)        |
| 27. November 2021, 15:00 GMT | FC Falkirk (III)                    | 1:2      | Raith Rovers (II)           |
| 27. November 2021, 15:00 GMT | Gala Fairydean Rovers (V)           | 0:1      | Annan Athletic (IV)         |
| 27. November 2021, 15:00 GMT | Inverness Caledonian Thistle (II)   | 1:1      | Greenock Morton (II)        |
| 27. November 2021, 15:00 GMT | Kelty Hearts (IV)                   | 0:0      | FC Montrose (III)           |
| 27. November 2021, 15:00 GMT | Lothian Thistle Hutchison Vale (VI) | 1:2      | Edinburgh City (IV)         |
| 27. November 2021, 15:00 GMT | FC Queen’s Park (III)               | 0:1      | FC Kilmarnock (II)          |
| 27. November 2021, 15:00 GMT | FC Stenhousemuir (IV)               | 0:2      | FC Airdrieonians (III)      |
| 27. November 2021, 15:00 GMT | Stirling Albion (IV)                | 4:0      | Tranent Juniors (VI)        |
| 29. November 2021, 19:45 GMT | Brechin City (V)                    | 1:1      | FC Darvel (VI)              |

Wiederholungsspiele
| Datum                          |                         | Ergebnis        |                                   |
| ------------------------------ | ----------------------- | --------------- | --------------------------------- |
| 4. Dezember 2021, 15:00 GMT    | FC Montrose (III)       | 1:1 (1:3 i. E.) | Kelty Hearts (IV)                 |
| 7. Dezember 2021, 19:45 GMT    | Greenock Morton (II)    | 1:1 (5:4 i. E.) | Inverness Caledonian Thistle (II) |
| 7. Dezember 2021, 19:45 GMT    | Queen of the South (II) | 0:3             | Cove Rangers (III)                |
| 14. Dezember 2021, 19:45 GMT 1 | FC Darvel (VI)          | 2:2 (5:4 i. E.) | Brechin City (V)                  |

## Vierte Hauptrunde
Die 4. Hauptrunde wurde am 29. November 2021 von Willie Miller und Amy Irons ausgelost. Ausgetragen wurden die Begegnungen vom 20. bis zum 22. Januar 2022.
| Datum                      |                         | Ergebnis              |                         |
| -------------------------- | ----------------------- | --------------------- | ----------------------- |
| 20. Januar 2022, 19:45 GMT | Hibernian Edinburgh (I) | 1:0 n. V.             | Cove Rangers (III)      |
| 21. Januar 2022, 19:45 GMT | Glasgow Rangers (I)     | 4:0                   | Stirling Albion (IV)    |
| 22. Januar 2022, 12:30 GMT | Auchinleck Talbot (VI)  | 0:5                   | Heart of Midlothian (I) |
| 22. Januar 2022, 15:00 GMT | FC Aberdeen (I)         | 3:0                   | Edinburgh City (IV)     |
| 22. Januar 2022, 15:00 GMT | FC Arbroath (II)        | 3:0                   | FC Darvel (VI)          |
| 22. Januar 2022, 15:00 GMT | Ayr United (II)         | 0:2                   | FC St. Mirren (I)       |
| 22. Januar 2022, 15:00 GMT | Banks O’ Dee (VI)       | 0:3                   | Raith Rovers (II)       |
| 22. Januar 2022, 15:00 GMT | FC Clydebank (VI)       | 3:4 n. V.             | Annan Athletic (IV)     |
| 22. Januar 2022, 15:00 GMT | FC Dumbarton (III)      | 0:1                   | FC Dundee (I)           |
| 22. Januar 2022, 15:00 GMT | Kelty Hearts (IV)       | 1:0 n. V.             | FC St. Johnstone (I)    |
| 22. Januar 2022, 15:00 GMT | FC Kilmarnock (II)      | 1:2 n. V.             | Dundee United (I)       |
| 22. Januar 2022, 15:00 GMT | FC Livingston (I)       | 1:0                   | Ross County (I)         |
| 22. Januar 2022, 15:00 GMT | FC Motherwell (I)       | 2:1 n. V.             | Greenock Morton (II)    |
| 22. Januar 2022, 15:00 GMT | Partick Thistle (II)    | 1:0                   | FC Airdrieonians (III)  |
| 22. Januar 2022, 15:00 GMT | FC Peterhead (III)      | 2:2 n. V. (5:3 i. E.) | FC East Kilbride (V)    |
| 22. Januar 2022, 17:30 GMT | Alloa Athletic (III)    | 1:2                   | Celtic Glasgow (I)      |

## Achtelfinale
Das Achtelfinale wurde am 22. Januar 2022 von Callum Beattie und Connie McLaughlin ausgelost und vom 12. bis zum 14. Februar 2022 ausgespielt.
| Datum                       |                         | Ergebnis              |                         |
| --------------------------- | ----------------------- | --------------------- | ----------------------- |
| 12. Februar 2022, 15:00 GMT | Heart of Midlothian (I) | 0:0 n. V. (4:3 i. E.) | FC Livingston (I)       |
| 12. Februar 2022, 15:00 GMT | FC Motherwell (I)       | 2:1                   | FC Aberdeen (I)         |
| 12. Februar 2022, 15:00 GMT | Partick Thistle (II)    | 0:1                   | Dundee United (I)       |
| 12. Februar 2022, 15:00 GMT | FC St. Mirren (I)       | 4:0                   | Kelty Hearts (IV)       |
| 12. Februar 2022, 17:30 GMT | Annan Athletic (IV)     | 0:3                   | Glasgow Rangers (I)     |
| 13. Februar 2022, 12:30 GMT | FC Arbroath (II)        | 1:3                   | Hibernian Edinburgh (I) |
| 13. Februar 2022, 16:00 GMT | Celtic Glasgow (I)      | 4:0                   | Raith Rovers (II)       |
| 14. Februar 2022, 19:45 GMT | FC Peterhead (III)      | 0:3                   | FC Dundee (I)           |

## Viertelfinale
Die von Paul Slane und Connie McLaughlin am 14. Februar 2022 gelosten Viertelfinalbegegnungen fanden vom 12. bis 14. März 2022 statt.
| Datum                    |                         | Ergebnis |                         |
| ------------------------ | ----------------------- | -------- | ----------------------- |
| 12. März 2022, 19:45 GMT | Heart of Midlothian (I) | 4:2      | FC St. Mirren (I)       |
| 13. März 2022, 12:30 GMT | FC Motherwell (I)       | 1:2      | Hibernian Edinburgh (I) |
| 13. März 2022, 16:00 GMT | FC Dundee (I)           | 0:3      | Glasgow Rangers (I)     |
| 14. März 2022, 19:45 GMT | Dundee United (I)       | 0:3      | Celtic Glasgow (I)      |

## Halbfinale
Das Halbfinale wurde am 14. März 2022 von Greg Hemphill ausgelost. Die Begegnungen fanden am 16. und 17. April 2022 im Hampden Park in Glasgow statt.
| Datum                     |                         | Ergebnis  |                         |
| ------------------------- | ----------------------- | --------- | ----------------------- |
| 16. April 2022, 12:15 BST | Heart of Midlothian (I) | 2:1       | Hibernian Edinburgh (I) |
| 17. April 2022, 14:00 BST | Celtic Glasgow (I)      | 1:2 n. V. | Glasgow Rangers (I)     |

## Finale
| Glasgow Rangers                                           | Glasgow Rangers | Heart of Midlothian | Heart of Midlothian |
| --------------------------------------------------------- | --- | --- | ------------------- |
| Glasgow Rangers                                           | \| 21. Mai 2022 um 15:00 Uhr (GMT) in Glasgow (Hampden Park) \| \| Ergebnis: 2:0 n. V. \| \| Zuschauer: 50.319 \| \| Schiedsrichter: William Collum \| \| Spielbericht \| | \| 21. Mai 2022 um 15:00 Uhr (GMT) in Glasgow (Hampden Park) \| \| Ergebnis: 2:0 n. V. \| \| Zuschauer: 50.319 \| \| Schiedsrichter: William Collum \| \| Spielbericht \| | Heart of Midlothian |
| Glasgow Rangers                                           | Jon McLaughlin (119. Allan McGregor) – James Tavernier , Connor Goldson, Leon Balogun, Calvin Bassey – Steven Davis (81. Ryan Jack), John Lundstram, Scott Arfield (81. Glen Kamara) – Amad Diallo (63. Scott Wright), Joe Aribo (106. Fashion Sakala), Ryan Kent Cheftrainer: Giovanni van Bronckhorst ( Niederlande) | Craig Gordon – John Souttar, Craig Halkett, Stephen Kingsley – Nathaniel Atkinson, Peter Haring, Cameron Devlin (106. Aaron McEneff), Alex Cochrane (100. Gary Mackay-Steven) – Liam Boyce (76. Andy Halliday) – Ellis Simms, Barrie McKay (82. Josh Ginnelly) Cheftrainer: Robbie Neilson | Heart of Midlothian |
| Glasgow Rangers                                           | 1:0 Ryan Jack (94.) 2:0 Scott Wright (97.) | | Heart of Midlothian |
| Glasgow Rangers                                           | Amad Diallo (59.) | Peter Haring (4.), Craig Halkett (106.) | Heart of Midlothian |
| 21. Mai 2022 um 15:00 Uhr (GMT) in Glasgow (Hampden Park) | | |                     |
| Ergebnis: 2:0 n. V.                                       | | |                     |
| Zuschauer: 50.319                                         | | |                     |
| Schiedsrichter: William Collum                            | | |                     |
| Spielbericht                                              | | |                     |